# Mallén
Mallén es un municipio español del Campo de Borja, provincia de Zaragoza, Aragón. Tiene una superficie de 37,42 km², con una población de 2951 habitantes (INE 2024) y una densidad de 90,83 hab./km². Ostenta históricamente los títulos de "Muy Noble, Leal y Siempre Fidelísima", otorgados estos últimos por el rey Felipe V. Se identifica con la antigua localidad celtíbera de Belsinon que en época romana recibió la denominación de Balsio, que es nombrada por las fuentes clásicas.

## Geografía
Integrado en la comarca de Campo de Borja, se sitúa a 57 kilómetros de Zaragoza. El término municipal está atravesado por la Autopista Vasco-Aragonesa (AP-68) y por la carretera nacional N-232, entre los pK 289 y 297, además de por carreteras locales que conectan con Fréscano, Novillas y Cortes (Navarra). 
El pueblo se alza a 293 metros sobre el nivel del mar, en la margen derecha del río Huecha frente al municipio navarro de Cortes, muy cerca de la confluencia del Huecha y el Ebro. Se encuentra alrededor de un monte donde estuvo situado el castillo, hasta que fue derribado en la Guerra de la Independencia.
Su término municipal es estrecho y alargado, y tiene una superficie de 37,42 km². Limita con los términos de Ablitas y Cortes de la provincia de Navarra, y con los de Novillas, Gallur, Magallón, Bisimbre, Fréscano y Borja de la provincia de Zaragoza. El relieve se caracteriza por montecillos de escasa altura, como el monte de la Horca (300 metros). La altitud oscila entre los 370 metros en el extremo occidental, en el límite con Borja, y los 260 metros a orillas del río Huecha. 
| Noroeste: Ablitas (Navarra) | Norte: Cortes (Navarra)  | Noreste: Novillas |
| Oeste: Borja                |                          | Este: Gallur      |
| Suroeste: Fréscano          | Sur: Fréscano y Bisimbre | Sureste: Magallón |

Por ferrocarril pasa la línea Castejón-Zaragoza, cuya estación más próxima es la estación de Cortes de Navarra, aunque tuvo un apeadero en la antigua línea Cortes-Borja. También pasan el gaseoducto y los canales de Lodosa e Imperial de Aragón.

### Clima
El clima de Mallén es un clima mediterráneo continentalizado, con pocas lluvias (entre los 300 y los 500 mm al año), veranos calurosos, con una media de 24 °C en agosto, e inviernos fríos, con una media de 6,5 °C.
La media anual máxima es de 20,1 °C y la mínima es de 9,2 °C, teniendo una amplitud térmica anual de 18 °C. El viento dominante es el del NO, el cierzo, que sopla en invierno y al comienzo de la primavera; en verano sopla el bochorno, muy cálido y seco.

## Historia
Los restos más antiguos se localizan a un kilómetro escaso del casco urbano actual, junto al río Huecha, en el cerro de "El Convento". Allí se emplazaba el enclave celtíbero conocido por los textos antiguos como la Belsinon y posteriormente como la Balsio o Balsiones romana. Estos establecieron allí una parada o "mansión" en la vía n.º 32 de Tarraco a Astúrica. En el yacimiento arqueológico se han encontrado numerosos objetos de cerámicas de diversas procedencias. Sobresaliendo la "terra sigillata hispánica" de color rojizo que se han fechado entre los siglos I y II d. C.
En 1119 Alfonso I reconquistó la villa a los árabes, y la repobló con mozárabes después de una incursión en tierras andaluzas (1126). En 1132 por medio de una Carta Magna le concedió fueros. Y ese mismo año dona la villa de Mallén, de forma conjunta, a las Órdenes del Temple y de San Juan de Jerusalén. Sin embargo fueron los hospitalarios quienes se instalaron en el castillo de Mallén, regidos desde 1144 por Guillem de Belmes, Prior de Aragón y Cataluña. En 1151 Ramón Berenguer IV confirmó la posesión de Mallén para los sanjuanistas, y la de Novillas para los templarios. Años después crearon una encomienda que incluía las poblaciones de Fuendejalón y Gallur. Los sanjuanistas conservaron su jurisdicción hasta los inicios del siglo XIX.
En 1209 en la villa se produjo el encuentro entre Pedro II de Aragón y Sancho VIII de Navarra para resolver sus desavenencias. Gracias a una sentencia arbitral, en 1354, el concejo fue autorizado para elegir a sus miembros, salvo al justicia, que lo seguiría eligiendo el comendador, al que se debía rendir homenaje. En 1452 se utilizó su castillo como prisión para don Carlos, príncipe de Viana, por mandato de su padre Juan II.
La Guerra de Sucesión fue funesta para Mallén. En 1706 fue sitiada y saqueada por tropas del archiduque Carlos, pretendiente al trono de España. La valerosa lucha de los habitantes de la villa le valió los títulos de “Leal y siempre fidelísima”, otorgados por el rey Felipe V.
Entre 1808 y 1813, durante la Guerra de la Independencia su castillo cobijó a una guarnición francesa, además de convertirse en un centro de recaudación de suministros para los invasores. En el verano de 1813 la fortaleza sufrió muchos daños en las luchas que llevaron a la liberación de la ciudad por las tropas españolas al mando del Francisco Espoz y Mina, y una vez derrotado el ejército francés el castillo fue desmantelado.

## Demografía
Mallén cuenta con una población de 2951 habitantes (INE 2024).
| Gráfica de evolución demográfica de Mallén entre 1842 y 2021                                                                                                |
| |
| Población de derecho según los censos de población del INE Población de hecho según los censos de población del INEEn este censo se denominaba Malleu: 1842 |

De una población que rondaba en 2008 los 3700 habitantes de diversas nacionalidades, destacando entre la población emigrante, sobre todo los colectivos de rumanos y argelinos.

## Administración y política
| Período   | Alcalde                 | Partido    |  |
| --------- | ----------------------- | ---------- |  |
| 1979-1983 | Isidoro Palacios Roncal | PSOE       |  |
| 1983-1987 | Isidoro Palacios Roncal | PSOE       |  |
| 1987-1991 | Isidoro Palacios Roncal | PSOE       |  |
| 1991-1995 | Isidoro Palacios Roncal | PSOE       |  |
| 1995-1999 | Antonio Asín Martínez   | PSOE       |  |
| 1999-2003 | Antonio Asín Martínez   | PSOE       |  |
| 2003-2007 | Antonio Asín Martínez   | PSOE       |  |
| 2007-2011 | Antonio Asín Martínez   | PSOE       |  |
| 2011-2014 | Antonio Asín Martínez   | PSOE       |  |
| 2014-2015 |                         | PSOE       |  |
| 2015-2019 | Rubén Marco Armingol    | Por Mallén |  |
| 2019-2023 | Rubén Marco Armingol    | Por Mallén |  |

| Partido político    | Partido político                                   | 1995   | 1999   | 2003   | 2007   | 2011   | 2015   | 2019   |
| Partido político    | Partido político                                   | Ediles | Ediles | Ediles | Ediles | Ediles | Ediles | Ediles |
|                     | Partido de los Socialistas de Aragón (PSOE-Aragón) | 5      | 8      | 9      | 9      | 8      | 5      | 4      |
|                     | Por Mallén                                         | —      | —      | —      | —      | 4      | 7      | —      |
|                     | Partido Popular de Aragón (PP)                     | 4      | 3      | 2      | 2      | 3      | 2      | —      |
|                     | Chunta Aragonesista (CHA)                          | —      | —      | —      | 0      | 0      | 0      | —      |
|                     | Partido Aragonés (PAR)                             | 0      | 0      | 0      | —      | 0      | —      | —      |
|                     | Independientes                                     | 2      | —      | —      | —      | —      | —      | —      |
| Total de concejales | Total de concejales                                | 11     | 11     | 11     | 11     | 11     | 11     | 11     |

## Monumentos y lugares de interés
- Casa de los Zapata, siglo XVIII.
- Iglesia parroquial de Ntra. Sra. de los Ángeles.
- Parque de San Antón.
- Parque Filipinas.
- Parque de la mujer.
- Palacio de Navas, siglo XVII.
- Ermita de la Virgen del Puy de 1751, En las afueras.
- Yacimiento arqueológico de El Convento

## Fiestas
Su fiesta mayor se celebra el primer domingo de septiembre.
- San Sebastián, 20 de enero.
- San Blas, 3 de febrero.
- La Virgen del Carmen, 16 de julio.
- Santo Cristo de la Columna, el primer domingo de septiembre.

## Localidades hermanadas
- Baler, Filipinas

## Personas destacadas
- Jerónimo de San José
- Diego Garcés del Garro (noble, político y militar)
- Santos González Roncal (militar, uno de los últimos de Filipinas)
- Artemio Baigorri (sociólogo y profesor universitario)